# Aidia genipiflora
Aidia genipiflora là một loài thực vật có hoa trong họ Thiến thảo. Loài này được (DC.) Dandy mô tả khoa học đầu tiên năm 1952.